# Oman

Region Omanu

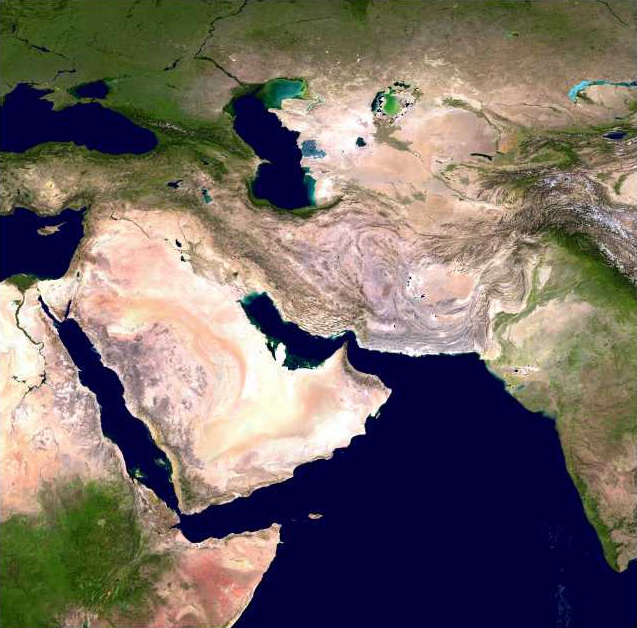
Region Omanu – zdjęcie z kosmosu

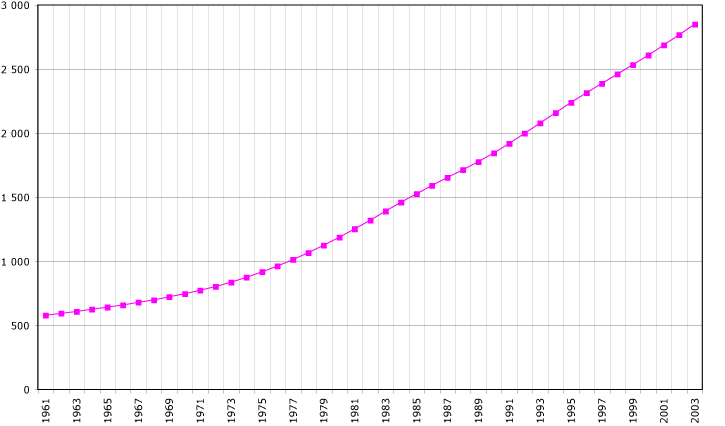
Wykres przedstawiający wzrost liczby ludności Omanu w latach 1961–2003. Liczbę ludności podano w tysiącach.

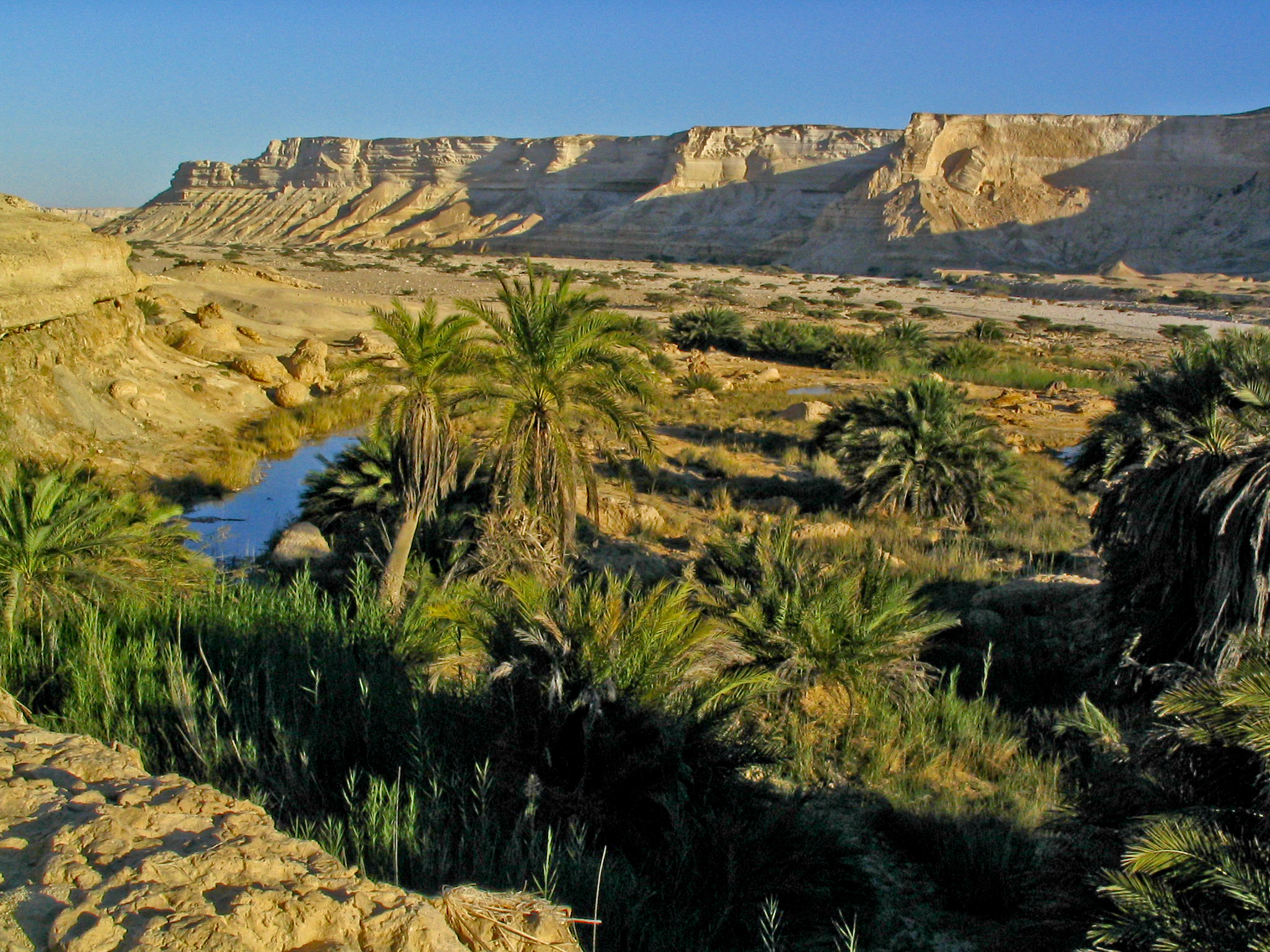
Oaza na pustyni w Omanie

Oman (arab. ‏عُمان‎, trb. Uman), Sułtanat Omanu (arab. ‏سلطنة عُمان‎, trb. Saltanat Uman) – państwo w Azji, leżące na Półwyspie Arabskim, nad Morzem Arabskim i Zatoką Omańską. Graniczy ze Zjednoczonymi Emiratami Arabskimi, Arabią Saudyjską i Jemenem. Stolica mieści się w mieście Maskat. Oman należy do Ligi Państw Arabskich.

## Geografia
Oman położony jest w południowo-wschodniej części Półwyspu Arabskiego, nad Morzem Arabskim.
Teren Omanu jest w dużej części płaski, w zachodniej części kraju znajduje się pustynia Ar-Rab al-Chali. W północno-wschodniej części kraju znajdują się góry z najwyższym szczytem kraju – Dżabal Szams o wysokości 3018 m n.p.m. W Omanie panuje klimat zwrotnikowy suchy – w styczniu temperatury wynoszą ok. 20 °C, a w lipcu najwyższe temperatury sięgają 50 °C. Opady są niskie, szczególnie w północnej części kraju, gdzie średnie wartości nie przekraczają 100 mm rocznie. Dominują pustynie i półpustynie z dolinami uedów. Charakterystycznymi roślinami tego regionu jest pustynna roślinność kserofilna, miejscami rosną palmy i niskie akacje. Fauna typowa dla pustynnych i półpustynnych obszarów, gdzie żyją szakale, mangusty i liczne gady, scynki. Charakterystyczne ptaki to: kuropatewka pustynna i góropatwa arabska .

## Historia
Oman był położony na ważnych szlakach handlowych, dlatego już w drugim tysiącleciu p.n.e. produkowano kadzidła, wtedy też był bogatym i ważnym państwem. Znajdowało się tam miasto Irem. Przed islamizacją w VII wieku kraj był często niszczony przez wojny plemienne i perskie najazdy. W VIII wieku mieszkańcy Omanu przyjęli doktrynę ibadycką islamu i pod rządami wybranego przez siebie imama uniezależnili się od kalifatu Abbasydów. W X wieku kraj został podbity przez Seldżuków. Obieralni imamowie rządzili Omanem do XVIII wieku. W 1507 do portu zaczęli przypływać Portugalczycy i osiedlać się. W 1515 założyli obecną stolicę Omanu – Maskat. W 1650 Portugalczycy zostali wyparci przez Arabów, jednak w czasach nowożytnych Oman był także kilkakrotnie krótkotrwale okupowany przez Turcję i Persję. Obecnie panująca dynastia doszła do władzy pod koniec XVIII wieku. Następnie Oman popadł w zależność od Wielkiej Brytanii, pozostając jednakże krajem formalnie niepodległym (traktaty o przyjaźni, handlu i nawigacji). Bunty plemion z głębi kraju przeciwko władzy sułtana doprowadziły do podpisania przy udziale Brytyjczyków porozumienia, w wyniku którego w okresie 1913–1957 istniały de facto dwa państwa: sułtanat Maskatu i imamat Omanu. W 1951, na mocy układu z sułtanem, którym był wówczas Said III ibn-Taimur, Wielka Brytania potwierdziła niepodległość Omanu jako jednego państwa (Sułtanat Maskatu i Omanu). W latach 1783–1958 do Omanu należał także port Gwadar w Beludżystanie, sprzedany następnie przez sułtana Pakistanowi.
Lata 1962–1976 to okres walki wojsk rządowych z popieraną przez Jemen Południowy lewicową partyzantką w regionie Zufar. Jako pierwszy do walki z rządem stanął Front Wyzwolenia Zufaru łączący lewicowe poglądy z panarabizmem, w 1968 roku Front przeistoczył się w Ludowy Front Wyzwolenia Okupowanej Zatoki Perskiej. Na początku 1969 roku dzięki wsparciu militarnemu Południowego Jemenu, partyzanci zajęli duże połacie zachodniej części Zufaru. Rebelia upadła w 1976 roku na skutek irańskiej i brytyjskiej interwencji zbrojnej.
W 1970 po pałacowym zamachu stanu panującego sułtana zastąpił jego syn – Kabus ibn-Said, który zmienił oficjalną nazwę państwa na Sułtanat Omanu. W 1975 Oman został ostatecznie zjednoczony przez sułtana. Rewolucja w Iranie, a także wojna irańsko-iracka przyczyniły się do umocnienia stosunków Omanu z USA, które zainstalowały swoje bazy w zamian za pomoc ekonomiczną, handlową i wojskową.
Znaczne dochody państwa pochodzą z eksploatowanych od lat 50. XX wieku bogatych złóż ropy naftowej. Na podstawie Rezolucji Rady Bezpieczeństwa ONZ nr 299 z 30 września 1971 Oman został członkiem ONZ.

## Ustrój polityczny

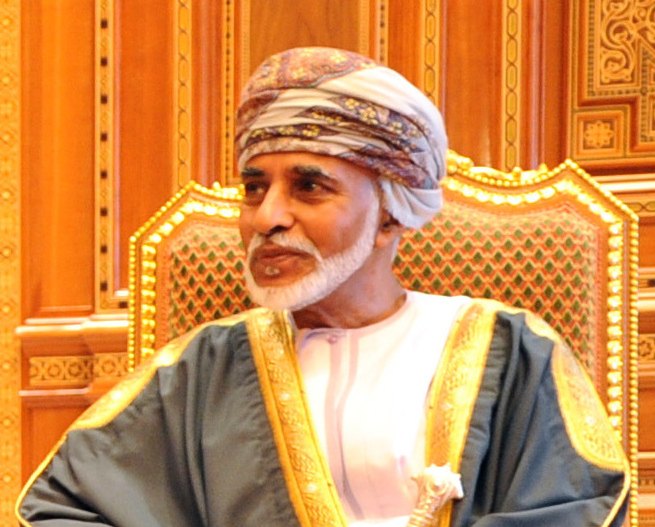
Kabus ibn Sa’id – sułtan Omanu w latach 1970–2020

W Omanie panuje monarchia dziedziczna. Głową państwa jest obecnie sułtan Haitham bin Tariq Al Said. W kraju nie ma (w zachodnim rozumieniu tych pojęć) parlamentu i konstytucji ani partii politycznych, obowiązuje prawo muzułmańskie (szariat).
W Omanie istnieje bardzo silna tradycja nakazującą kierować się konsensusem, zasięgać rady i konsultować się (szura) przed podjęciem decyzji. Tradycja ta jest zakorzeniona w islamie, ale szczególnie wyraźna w Omanie, prawdopodobnie ze względu na stosunkowo egalitarny charakter dominującej tam szkoły – ibadytyzmu. W historii Omanu, madżlis, czyli rady (plemienne, wioskowe itp.) pełniły bardzo istotną rolę, i w społeczeństwie omańskim wyraźne jest podejmowanie decyzji kolektywnie, poprzez budowanie zgody w procesie w którym uczestniczy wiele osób. Tworzy to strukturę trudną do opisania w zachodnich kategoriach politologicznych – ma cechy szerokiego uczestnictwa w procesie politycznym („demokracja”), niemniej formalnie (choć nie w praktyce) sułtan jest władcą absolutnym.

### Konstytucja
Rolę konstytucji pełni tzw. prawo podstawowe, ustanowione dekretem królewskim nr 101/96 przez sułtana Kabusa ibn Sa’ida w listopadzie 1996 roku. Pierwsze poprawki zostały wniesione dekretem królewskim nr 99/2011, 19 października 2011. Ustanawia ono islam jako religię państwową, zasady sukcesji w obrębie rodu królewskiego wywodzącego się od Saida Turki ibn Sa’ida, gwarantuje podstawowe wolności obywatelskie, reguluje zasady funkcjonowania rządu i aparatu państwowego w oparciu o prawo, rozdzielność funkcji w administracji i biznesie, wprowadza niezależne sądownictwo oraz dwuizbowy parlament.

### Rząd
Członkowie gabinetu są mianowani przez sułtana. Istnieją osobne stanowiska głowy państwa (monarchy – sułtana) i premiera, aczkolwiek obydwie pełni Haitham bin Tariq Al Said. W skład rządu wchodzą, oprócz ministrów, także specjalni doradcy sułtana, ambasador Omanu w USA i stały przedstawiciel w ONZ.

### Parlament
Dwuizbowy parlament o charakterze głównie doradczym i regulacyjnym, z ograniczoną możliwością inicjatywy ustawodawczej
W skład którego wchodzi:
mianowana przez sułtana izba wyższa, o charakterze doradczym, 83 członków.

wybierana w wyborach powszechnych izba niższa, o charakterze doradczo-legislacyjnym, 84 członków.

## Podział administracyjny
W 2011 roku dekretem sułtańskim nr 114/2011 z 26 października 2011 Oman podzielony został na 11 prowincji (muhafaz); dalszy podział obejmuje 61 wilajetów.
| Podział administracyjny Omanu | Nazwa arabska | Transliteracja według normy DIN 31635 | Nazwa polska                   |
| ----------------------------- | ------------- | ------------------------------------- | ------------------------------ |
| Podział administracyjny Omanu | ظفار          | Ẓufār                                 | Zufar                          |
| Podział administracyjny Omanu | الوسطى        | Al-Wusṭā                              | Prowincja Centralna            |
| Podział administracyjny Omanu | الظاهرة       | Aẓ-Ẓāhira                             | Az-Zahira                      |
| Podział administracyjny Omanu | الداخلية      | Ad-Dāḫiliyya                          | Ad-Dachilijja                  |
| Podział administracyjny Omanu | جنوب الشرقية  | Ǧanūb aš-Šarqiyya                     | Prowincja Południowo-Wschodnia |
| Podział administracyjny Omanu | شمال الشرقية  | Šamāl aš-Šarqiyya                     | Prowincja Północno-Wschodnia   |
| Podział administracyjny Omanu | مسقط          | Masqaṭ                                | Maskat                         |
| Podział administracyjny Omanu | جنوب الباطنة  | Ǧanūb al-Bāṭina                       | Dżanub al-Batina               |
| Podział administracyjny Omanu | شمال الباطنة  | Šamāl al-Bāṭina                       | Szamal al-Batina               |
| Podział administracyjny Omanu | البريمي       | Al-Buraymī                            | Al-Burajmi                     |
| Podział administracyjny Omanu | مسندم         | Musandam                              | Musandam                       |

Główne miasta Omanu to Maskat (stolica państwa), Suhar, Ar-Rustak, Nizwa, Sur, Al-Burajmi, Al-Chabura, Al-Mudajbi, Al-Masna’a, As-Sib, As-Suwajk, Bauszar.

## Siły zbrojne
Oman dysponuje trzema rodzajami sił zbrojnych: wojskami lądowymi, marynarką wojenną oraz siłami powietrznymi. Uzbrojenie sił lądowych Omanu składało się w 2014 roku z: 215 czołgów, 1040 opancerzonych pojazdów bojowych, 24 dział samobieżnych oraz 135 zestawów artylerii holowanej. Marynarka wojenna Omanu dysponowała w 2014 roku 8 okrętami obrony przybrzeża oraz pięcioma korwetami. Omańskie siły powietrzne z kolei posiadały w 2014 roku uzbrojenie w postaci m.in. 8 myśliwców, 49 samolotów transportowych, 25 samolotów szkolno-bojowych oraz 42 śmigłowców.
Wojska omańskie w 2014 roku liczyły 72 tys. żołnierzy zawodowych oraz 20 tys. rezerwistów. Według rankingu Global Firepower (2014) omańskie siły zbrojne stanowią 69. siłę militarną na świecie, z rocznym budżetem na cele obronne w wysokości 6,7 mld dolarów (USD).

## Kultura
W kraju dominującą religią jest islam, szczególnie popularny jest odłam charydżyzmu, ibadytyzm.

### Zabytki wpisane na listę UNESCO
- 1987 – Fort Bahla
- 1988 – Stanowiska archeologiczne Bat, Al-Chutm i Al-Ajn
- 2000 – Szlak kadzidła
- 2006 – Systemy nawadniania typu afladż[16]

Wpisany w 1994 na listę rezerwat antylopy arabskiej oryks, został w 2007 wykreślony ze względu na ograniczenie powierzchni rezerwatu o 90% przez władze omańskie.

## Ludność
Skład etniczny: Arabowie omańscy (74%), Hindusi, Pakistańczycy i Filipińczycy (21%), Arabowie nie pochodzący z Omanu, Persowie, imigranci z krajów Afryki wschodniej.
W kraju jest wysoki przyrost naturalny 33,2‰ rocznie, lecz powoli spada (w 1998 był równy 34‰). Najwięcej ludności skupia się na wybrzeżu Zatoki Omańskiej. W miastach w 2018 mieszkało 84,5% ludności Omanu.
Przewidywana długość życia w 2018 wynosiła: mężczyźni 74 lata, kobiet 78 lat, przy średniej długości życia w 1998 dla mężczyzn 69 lat, kobiet 73 lata.
Językiem urzędowym jest arabski, inne języki to między innymi: beludżi, urdu.
Religie:
- islam – 85,9%
  - ibadytyzm – 72,6%
- chrześcijaństwo – 6,5%
  - katolicyzm – 4,1%
  - protestantyzm – 1,3%
  - prawosławie – 1,1%
- hinduizm – 5,5%
- buddyzm – 0,8%
- brak religii – 0,2%
- inne religie – 1,1%.

## Gospodarka
Najwięcej zysku przynosi Omanowi eksport ropy naftowej. Ważną rolę odgrywa przemysł. Produkt krajowy brutto na jednego mieszkańca wynosi 15 672 USD. W latach 1996–2000 rozpoczęto prywatyzację sektora państwowego i otwarcie gospodarki dla zagranicznych inwestorów (porozumienia z 2005 przewidują rozbudowę sektora energetycznego i sieci telefonii komórkowej) oraz program rozwoju lokalnego rynku pracy (głównie szkolenia zawodowe) celem ograniczenia zatrudnienia cudzoziemców. W 2000 roku Oman został członkiem WTO, a w 2006 zniesiono cła w handlu z USA.

### Przemysł
Podstawą gospodarki jest przemysł naftowy. Złoża ropy występują w północnej części kraju, na południe od gór Al-Dżabal al-Achdar oraz na południowy zachód od Maskatu. Wydobywa się również gaz ziemny. Do pozostałych surowców, wydobywanych w Omanie należą: rudy miedzi (w pobliżu miasta Suhar) oraz marmur i gips. Przemysł przetwórczy jest stopniowo rozwijany, a w rozbudowie jest przemysł rafineryjny (rafineria w porcie Mina al-Fahl), hutnictwo miedzi (kombinat miedziowy w Suhar) oraz przemysł energetyczny, cementowy i odsalania wody morskiej. W małych prywatnych zakładach wytwarza się materiały budowlane i artykuły spożywcze. Dużą rolę odgrywa rzemiosło, zwłaszcza tkactwo i budowa łodzi.

### Rolnictwo
Rolnictwo w Omanie jest słabo rozwinięte, bo użytki rolne zajmują tylko 5% terenu kraju. Rolnicy najczęściej uprawiają palmę daktylową, lucernę, banany, trzcinę cukrową oraz warzywa, tytoń i niewielkie ilości zbóż. Do zwierząt chownych w Omanie należą: kozy, owce, bydło, drób i wielbłądy. W wodach przybrzeżnych poławiane są ryby, skorupiaki i gąbki. Ze względu na islamskie normy religijne nie hoduje się trzody chlewnej.

### Handel zagraniczny
Oman handluje głównie ropą naftową, miedzią, rybami, owocami i tytoniem. Główni partnerzy handlowi to: Japonia, Wielka Brytania, Singapur, USA i Zjednoczone Emiraty Arabskie.

### Transport i łączność
Sieć transportowa w Omanie jest w rozbudowie. Główny szlak stanowi droga między Maskatem a Salalą. Międzynarodowe lotniska znajdują się w Maskacie i Salala. Sieć kolejowa nie istnieje. W Omanie istnieje nowoczesny system łączności, rozbudowywana sieć telefoniczna. 265 tys. abonentów posiada telefony stacjonarne (2005), w użytkowaniu jest 1,3 mln telefonów komórkowych.

## Nauka
W Omanie działa kilkadziesiąt uczelni wyższych, z których najwyższe notowania ma Uniwersytet Sułtana Kabusa.

## Dane statystyczne
- Dane statystyczne na rok 2018
- źródło danych: Bank Światowy
  - Ludność: 4 613 241
  - Tempo wzrostu liczby ludności: 2% na rok
  - Długość życia: 75,9 lat
  - Wskaźnik płodności: 2,8 urodzeń na kobietę
  - Współczynnik umieralności poniżej 5 roku życia: 9,3